# 威瓦利桥

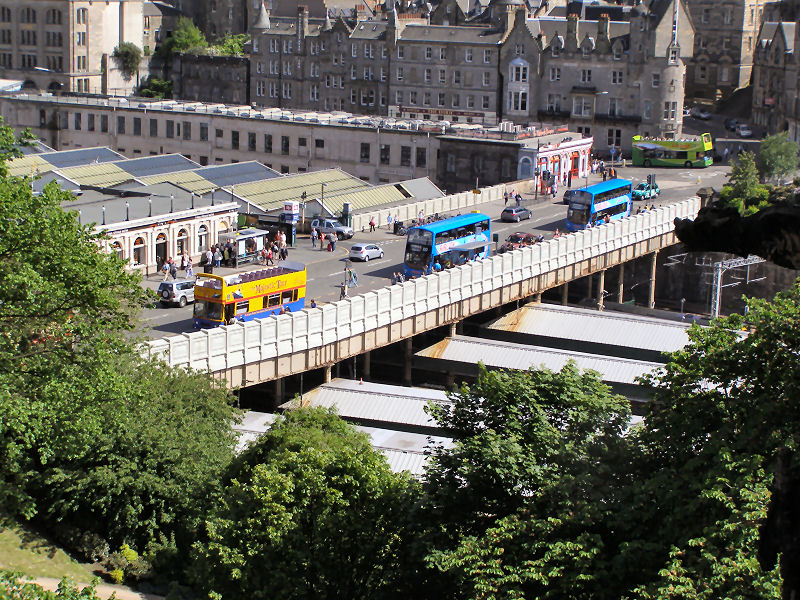
威瓦利桥

威瓦利桥（Waverley Bridge）是英國蘇格蘭爱丁堡的一个公路桥，连接爱丁堡老城的市场街与爱丁堡新城的王子街。该桥构成爱丁堡威瓦利站屋顶的一部分，并标出王子街花园的东部边界。目前的桥梁建于1894年-1896年，由Blyth和Westland. 该桥列为A类登录建筑。

## 位置
威瓦利桥位于王子街花园的东边，是穿过山谷连接爱丁堡老城和新城的三条平行道路之一。在威瓦利桥以西的土丘，连接新城的王子街与老城的市场街西端。东面的北桥，在威瓦利站顶部上方，连接王子街的东端与皇家一英里和南桥。
从1890年代中期开始，威瓦利桥构成威瓦利站西端屋顶的一部分，车站的大部分站位于该桥以东。两个坡道从桥梁向下进入车站中心，但自2014年1月以来，汽车和出租车禁止从此进入车站，斜坡现在主要专用于人行交通。

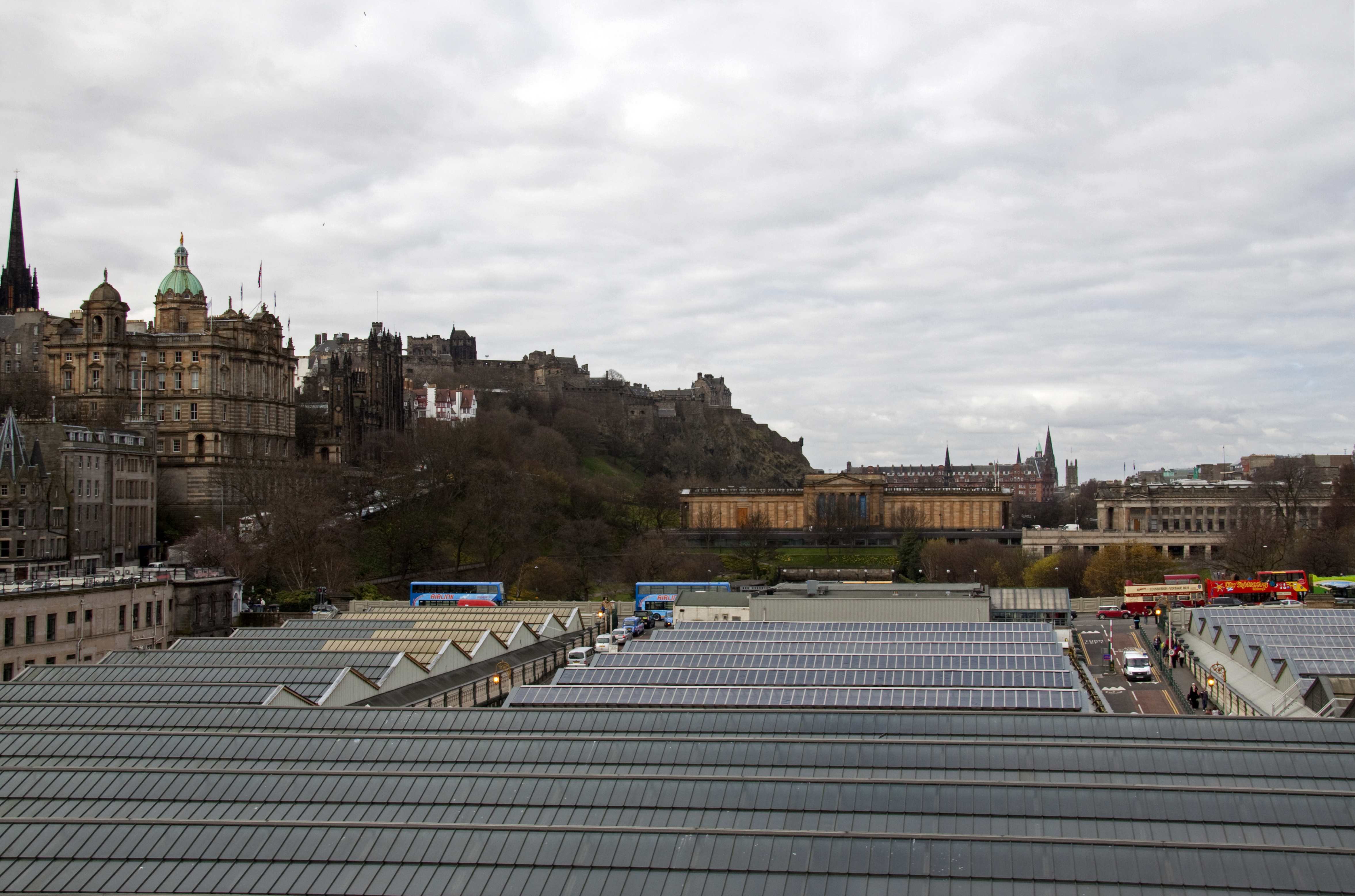

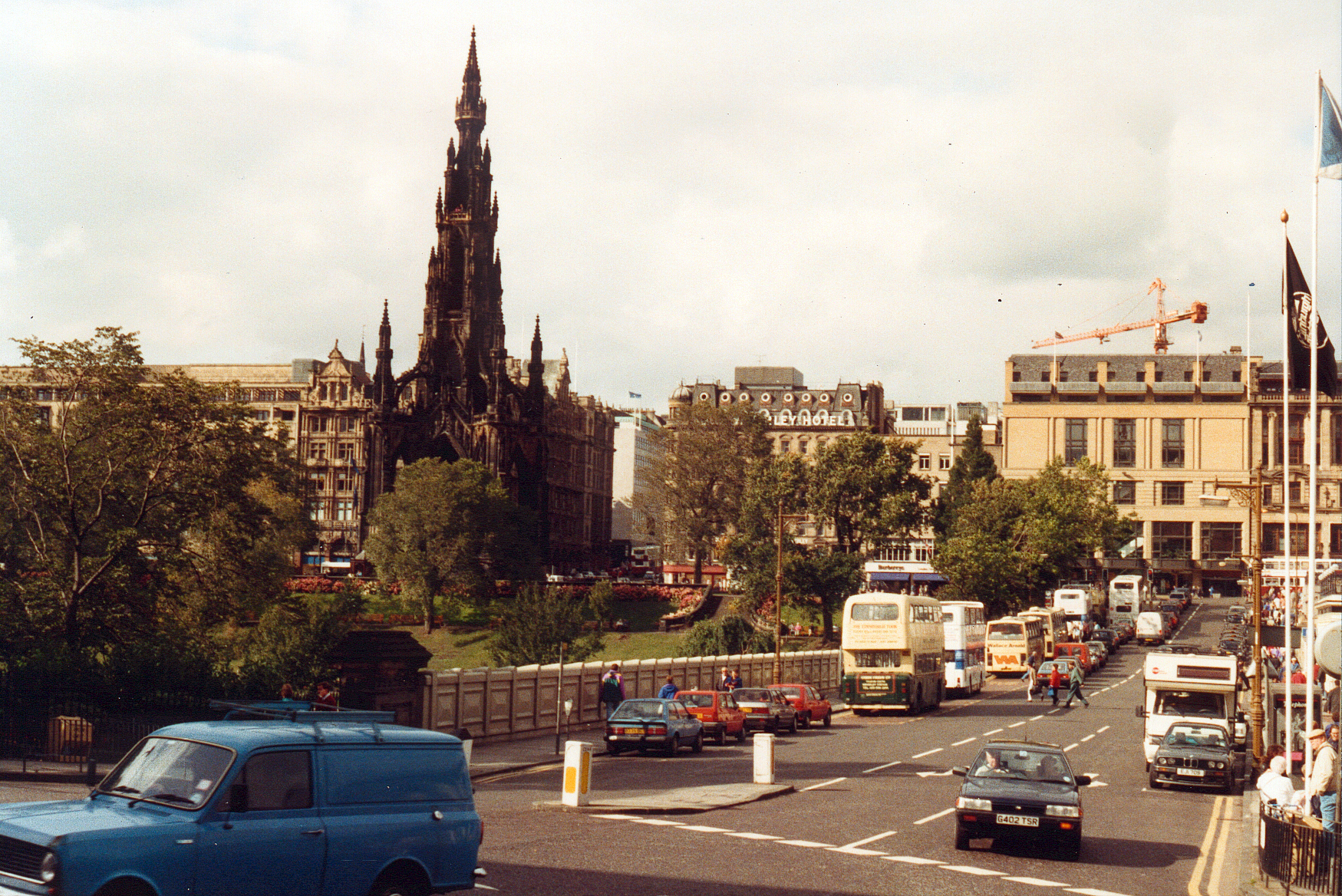